# 은진송씨 승지공파 재실
은진송씨 승지공파 재실(恩津宋氏 承旨公派 齋室)은 대전광역시 동구 이사동에 있는 조선시대의 재실이다. 1992년 10월 28일 대전광역시의 문화재자료 제33호로 지정되었다.

## 개요
조선시대 여러 벼슬을 지낸 임청헌 송국보(1602~1662)의 후손이 지은 은진 송씨 재실이다.
앞면 2칸·옆면 2칸 규모이며 양 옆에 툇마루가 달린 온돌방 사이로 큰 마루가 2칸 있으며, 지붕은 옆면에서 볼 때 여덟 팔(八)자 모양의 팔작지붕이다. 가운데 큰 마루에는 ‘추원재(追遠齋)’라고 쓴 현판이 걸려 있다.

## 같이 보기
- 송국보

## 참고 자료
- 은진송씨승지공파재실 - 국가유산청 국가유산포털